# Martin von Porres

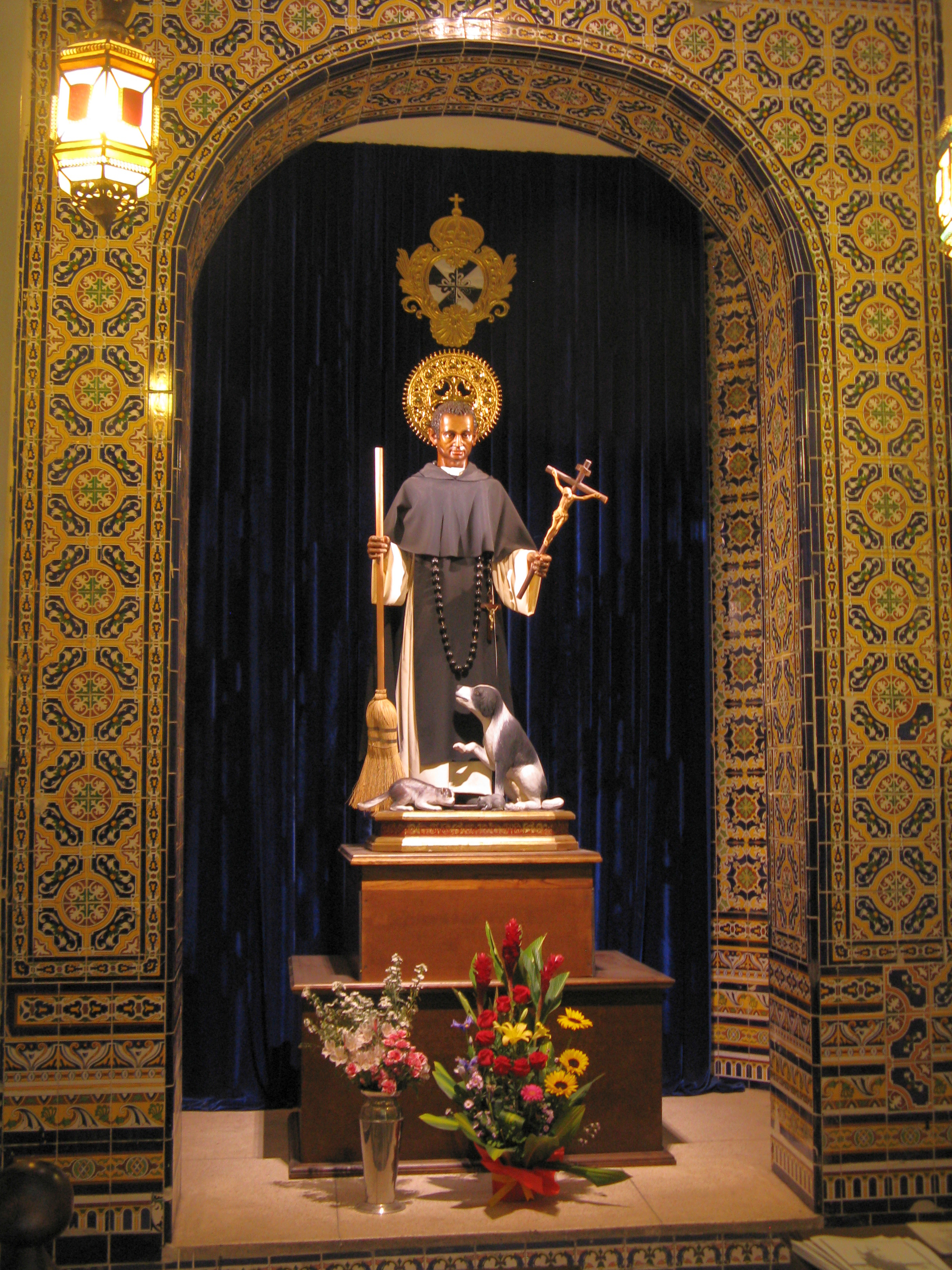
Figur des hl. Martin von Porres in einer Kapelle in seinem Geburtshaus in Lima

Martin von Porres OP (* 9. Dezember 1579 in Lima, Vizekönigreich Peru; † 3. November 1639 ebenda) war ein peruanischer Dominikaner. Er wird in der römisch-katholischen Kirche als Heiliger verehrt.

## Leben
Martin von Porres war der Sohn des spanischen Edelmanns Juan de Porres und der Anna Velasquez, einer Tochter afrikanischer Sklaven aus Panama. Von seiner Mutter wurde er religiös erzogen. Er wurde Gehilfe eines Arztes und erwarb sich dadurch Kenntnisse als Wundarzt und Apotheker. Durch seine liebevolle Art war er bald sehr bekannt und besonders bei den Armen beliebt. Es wurden auch wundersame Heilungen berichtet.

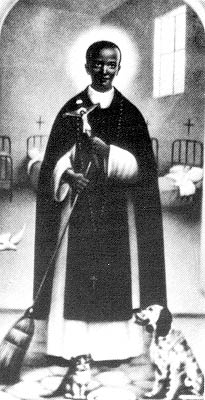
Hl. Martin von Porres

1594 trat Martin von Porres als Laienbruder in das Dominikanerkloster von Lima ein. Als Mulatte wurde er zunächst sehr schlecht behandelt, er fegte die Gänge, putze Toiletten, kochte Essen, wusch Wäsche und rasierte die Brüder. 1603 trat er als Bruder dem Orden bei. Erst am 2. Juni 1603 wurde er als Professe in den Orden aufgenommen. Im Kloster widmete er sich der Krankenpflege und behandelte alle ohne Rücksicht auf ihre Hautfarbe. Mit Hilfe seiner Schwester gründete er in Lima ein Waisenhaus und zahlreiche karitative Einrichtungen. Er führte ein sehr asketisches Leben, schlief kaum und wurde von der Bevölkerung schon zu Lebzeiten als Heiliger verehrt. 1639 starb er 60-jährig an den Folgen einer Typhuserkrankung.

## Verehrung
Martin von Porres wurde 1837 von Papst Gregor XVI. seliggesprochen. Johannes XXIII. sprach Martin von Porres am 6. Mai 1962 heilig. Sein Gedenktag in der römisch-katholischen und der anglikanischen Kirche sowie der Evangelisch-Lutherischen Kirche in Amerika ist der 3. November.
Der hl. Martin von Porres ist Schutzpatron des Pflegepersonals, der sozialen Gerechtigkeit, der Friseure und der Laienbrüder. Er wird bei Ratten- und Mäuseplagen angerufen. In der Ikonografie wird er meist im Habit der Dominikaner mit Kreuz, Rosenkranz und einem Besen dargestellt.
Ein Stadtteil Limas, die dortige Universität San Martín de Porres sowie der St. Martin de Porres Catholic Cemetery in Texas sind nach ihm benannt. Die amerikanische Ordensschwester Mary Elaine Gentemann komponierte ihm zu Ehren 1945 eine Messe, die Jazzkomponistin und Pianistin Mary Lou Williams kurz nach seiner Heiligsprechung das Stück Black Christ of the Andes (als Album 1963 erschienen).

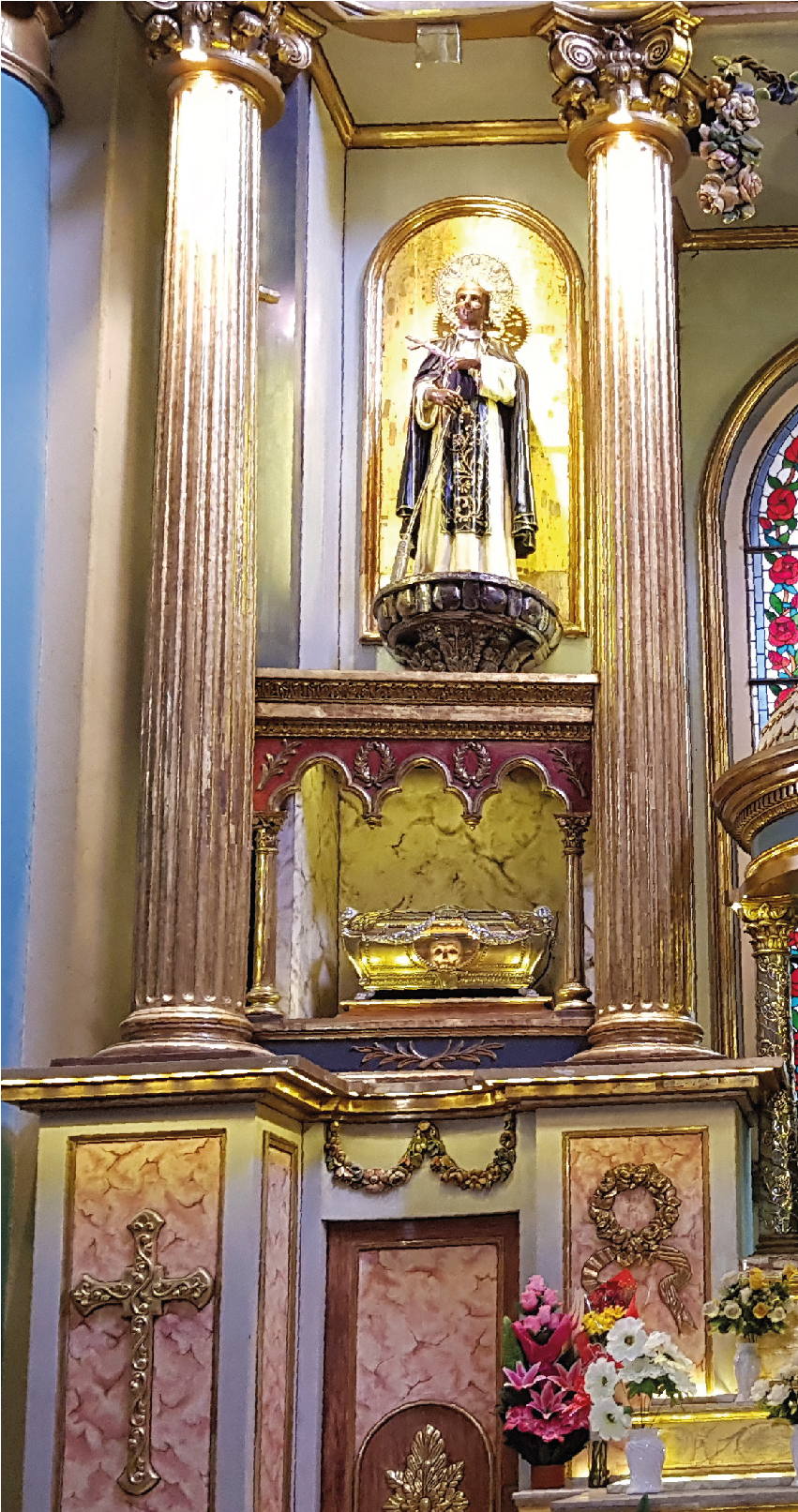
Reliquien des hl. Martin von Porres in der Basilika des Allerheiligsten Rosenkranzes/Dominikanerkonvent, Lima, Peru